# Вільям Мартен (яхтсмен)
Вільям Мартен (фр. William Martin, 25 жовтня 1828 — 27 лютого 1905) — французький яхтсмен.
Срібний призер Олімпійських Ігор 1900 року в першому запливі в класі 0,5—1,0 тонна, бронзовий призер 1900 року в другому запливі в класі 0,5—1,0 тонна.